# Arabofuturisme
L'arabofuturisme, aussi appelé futurisme arabe, est un courant du futurisme et notamment des arts et littératures de l'imaginaire porté par des artistes de culture arabe. 

## Histoire
Elodie Bouffard, commissaire d'exposition d'Arabofuturs Science-fiction et nouveaux imaginaires et Nawel Dehina, commissaire associée, font remonter les prémisses de cette science-fiction aux années 1950 en Égypte et évoquent les travaux de chercheurs qui établissent des liens avec le scientifique merveilleux de la culture médiévale classique arabe.
La journaliste Sarra Grirra lie, elle, l'arabofuturisme à la littérature jeunesse arabe des années 1980 et notamment de la série Milaf al-mostaqbal qui reprend tous les tropes de science-fiction en choisissant le Moyen-Orient comme décor principal plutôt que l'Occident. 
L'arabofuturisme comme mouvement spécifique est défini en tant que tel par Sophia Al Maria et Fatima Qadiri sous le terme de « futurisme du Golfe » en 2012 comme une critique du modernisme, à l'œuvre dans la région au début du 21ème siècle et qui s'accompagne d'un fort développement urbain et technologique couplé à une forme d'artificialité et à la surconsommation. Elles rapprochent ainsi, par montage photographique, le vide des déserts de sable à celui des centres commerciaux. 
En 2018, la fondation libanaise Dar el Nimer expose les œuvres de l'artiste palestinienne Larissa Sansour, où l'esthétique SF sert à critiquer le colonialisme israélien en Palestine. Cette approche lui permet selon elle de redonner de l'humanité aux palestiniens en produisant des images qui sortent du documentaire et de la souffrance. La même année, l’écrivain jordano-palestinien Ibrahim Nasrallah reçoit le Prix international de la fiction arabe pour son roman dystopique Harb al-Kalb Al-thaniya. Dans son essai, Teresa Pepe, estime que « la SF arabe, et son genre croisé la fiction dystopique critique, recoupe la fiction climatique mondiale, tout en maintenant un horizon d'espoir. » .
Les historiens de l'art Bodhisattva Chattopadhyay et Merve Tabur, à propos des artistes exposés en 2024 à l'Institut du monde arabe, Arabofuturs Science-fiction et nouveaux imaginaires,, soulignent que face à un récit unique et imposé de progrès, ceux-ci imaginent des avenirs possibles « ensemble simultanément ». Les chercheurs le définissent par le terme « compossibilité » : « Les futurs compossibles sont ceux où différents types d’être et de devenir peuvent prospérer, où la diversité est [...] ouverte à des types infinis de proliférations et de combinaisons , évoluant sans cesse vers de nouvelles couches de possibilités. ». 

## Cinématographie
- In the Future, They Ate from the Finest Porcelain, réalisation Søren Lind et Larissa Sansour, court métrage, 29 min (2015)[9].

## Exposition
- Sci-fi trilogy, Dar El-Nimr, Beyrouth, 2018[10].
- Arabofuturs Science-fiction et nouveaux imaginaires, Institut du monde arabe, 2024[8],[11].